# Labrador retriever
Labrador retriever[Nota] é uma raça de cães do tipo retriever originária da província de Terra Nova e Labrador no Canadá, mas desenvolvida na Inglaterra. Utilizada originalmente para a caça de aves aquáticas, a labrador retriever é conhecida como uma raça versátil, inteligente e dócil.

## Etimologia
Labrador advém do nome da região de origem da raça, que por sua vez advém do explorador português João Fernandes Lavrador, que explorou a região no século XV. Por outro lado, retriever vem da palavra inglesa retrieve, que pode ser traduzida como "recuperar, buscar", com a adição do R ao final, designando uma qualidade, ou adjetivo. Sendo assim, labrador retriever denota um "cão buscador ou recolhedor, nativo da região chamada Labrador". 
Retriever é uma classificação comum dada a tipos ou raças de cães de caça que têm como função apenas recolher a ave abatida pelo atirador e entregá-la ao mesmo sem danos.

## História

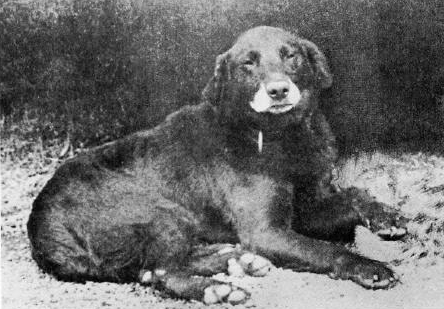
Buccleuch Avon (1885), considerado o 'fundador' da raça e ancestral de todos os labradores modernos.

Os primeiros Labradores eram cães d'água que surgiram a partir dos antigos cães Terra-nova, e receberam este nome por serem nativos da região chamada Terra Nova e Labrador. Este canídeo teria chegado a Terra Nova, no Canadá, levado ou pelos portugueses ou pelos bascos, ou ainda pelos exploradores escandinavos. O cão Terra-nova não apenas deu origem ao Labrador como também inicialmente era chamado de Labrador. Os Terra-nova do começo de 1800 tinham diferentes tamanhos, sendo o menor deles, “Lezer” ou “Cão de Saint John”, a primeira encarnação do Labrador moderno. Esses últimos eram cães pretos, de tamanho médio e pêlo curto, e não apenas recolhiam caças abatidas, mas também peixes, puxando pequenos barcos de pesca nas águas geladas e ajudando os pescadores em todas as tarefas em que precisasse nadar. 

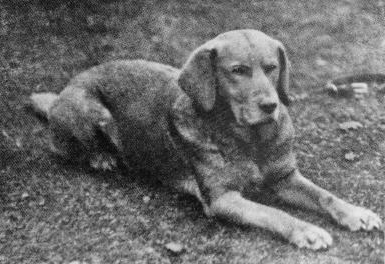
Ben of Hyde, 1899. O primeiro labrador amarelo registrado no mundo.

A raça acabou desaparecendo em sua terra natal, em grande parte por causa dos pesados impostos sobre cães. Porém, um grupo de cães Labradores havia sido levado à Inglaterra no começo de 1800, e foi a partir desses cães, cruzados com outros cães do tipo Retriever, que a raça ressurgiu. Foi também na Inglaterra que a raça ganhou reputação com um extraordinário buscador de caças. No começo, os criadores davam preferência aos Labradores pretos, e sacrificavam os de cores amarela ou chocolate. No começo de 1900, as outras cores começaram a ser aceitas, embora não tanto quanto a cor preta. A raça foi reconhecia pelo English Kennel Club em 1903, e pelo AKC em 1917. Sua popularidade cresceu sem parar. Ele se tornou a raça mais popular da América em 1991 e continua sendo até hoje, após conquistar em 2015, o título da AKC (American Kennel Club) pelo 25º ano consecutivo.
Esta raça, em 1950, ainda era usada como trabalhadora rural, quando passou a ser considerada excelente para companhia, graças à sua personalidade juvenil, sua tolerância e sua necessidade de brincar. Em tempos mais modernos, passou ainda a ser utilizada como raça de busca e resgate em montanhas, e como guia de cegos, além de ser uma das mais utilizadas em terapias.

## Características

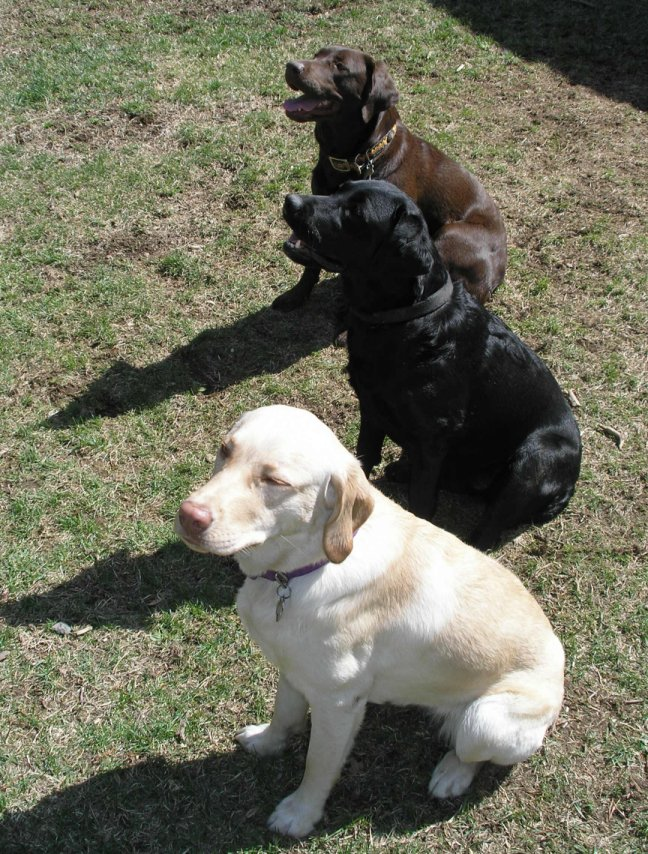
As três cores de labradores.

Fisicamente, os machos podem ter entre 56 e 57 cm de altura na cernelha, e pesar de 36 a 40 kg. Sua pelagem é grossa e impermeável, e sua cauda o ajuda a nadar. O labrador varia em três cores: amarelo, preto, e chocolate, sendo aceita uma pequena mancha branca na região do peito. Quanto ao temperamento, são cães bastante ativos com grande nível de energia, cuidadosos ao recolher a caça ("boca macia"), gosta bastante de água, e é um cão dócil, inteligente, sociável,e brincalhão.

## Funcionalidade
Determinadas linhagens modernas de labrador retriever, especialmente as de trabalho, são úteis na caça, mas também utilizadas como cães-guia, cães policiais e militares no faro de narcóticos e explosivos, como cães de resgate em desastres e no mar, etc. 

## Reputação
O labrador é uma das raças mais companheiras e amigas do homem, historicamente ele trabalhava como ajudante do pescador, como ajudar a pegar peixe no Atlântico. O labrador hoje é uma das raças mais populares, além de ser um cão companheiro, também é um cão de exposição, trabalha em buscas e salvamento e cão guia para deficientes visuais que é o mais visto nas ruas. O labrador é uma raça bastante ativa, gosta de correr, nadar e praticar muitos outros exercícios.
Esses cães inteligentes e sociais são conhecidos por seus temperamentos amáveis e sua paciência e encabeçam a lista do cães mais espertos e fáceis de adestrar.

## Na cultura popular
A fama dos labradores serem a raça mais dócil e amigável levou a algumas representações culturais e referências. Durante os Jogos Olímpicos de 2016, no Rio de Janeiro, o ex-tenista e comentarista brasileiro Gustavo Kuerten, o Guga, foi apelidado pelos internautas de "Labrador Humano" por seu carisma e por parecer estar sempre sorridente. Guga ficou sabendo e gostou da brincadeira.
Outras representações e aparições culturais incluem:
- O cão Marley, do livro Marley & Eu, de John Grogan, mais tarde adaptado para o cinema, é um famoso labrador que contribuiu fortemente para a popularização da raça pelo mundo.
- Na série Bojack Horseman, humanos e animais antropomorfizados convivem, com algumas características dos animais permanecendo. O personagem Sr. Peanutbutter é um labrador, sendo enérgico e alegre como a raça. No decorrer da série, vemos que ele veio da Península do Labrador, onde ainda mora seu irmão, e que na série é representada como sendo povoada apenas por labradores antropomorfizados como os dois.[10]
- A música Labrador Retriever, do grupo feminino AKB48, leva o nome da raça. Na canção, o cão acaba ajudando um casal tímido a se aproximar. Um labrador também participa do videoclipe da música, que foi o single mais vendido do ano de 2014 no Japão.